# Anadiplosis pulchra
Anadiplosis pulchra är en tvåvingeart som beskrevs av Tavares 1916. Anadiplosis pulchra ingår i släktet Anadiplosis och familjen gallmyggor. Inga underarter finns listade i Catalogue of Life.